# Peter Cornelius
Carl August Peter Cornelius (Mainz, 24 december 1824 – aldaar, 26 oktober 1874) was een Duits componist, acteur, muziekcriticus en dichter. Hij was het vierde van zes kinderen van het acteurs-echtpaar Carl Joseph Gerhard Cornelius en Friederike, geboren Schwadtke.

## Levensloop

### Acteur en musicus
Voor Peter Cornelius was een loopbaan als acteur gepland, alhoewel de hele familie veel muziek thuis maakte. Hij kreeg eerste lessen voor zang en instrumenten bij Josef Panny en Heinrich Esser. Toen hij 16 jaar was speelde hij viool in het orkest van het theater van Mainz, maar hij acteerde ook en werd in 1843 acteur aan het hof van de Hertog van Nassau Adolf van Luxemburg. Met deze theatergroep was hij in 1842/1843 in Wiesbaden te gast.
Na de dood van zijn vader nam hij het besluit om muziek te gaan studeren. In 1844 ging hij naar Berlijn, woonde bij zijn geadelde oom en kunstschilder Peter von Cornelius, en studeerde bij Siegfried Dehn van 1844 tot 1849 contrapunt en compositie. Hij componeerde in deze tijd diverse kamer- en kerkmuziekwerken, maar ook wereldlijke liederen. Het belangrijkste werk uit deze periode is zijn Stabat Mater voor solisten, gemengd koor en orkest uit het jaar 1849.
Tot zijn bekenden in deze tijd hoorden Bettina von Arnim, Joseph von Eichendorff, Paul Heyse en Alexander von Humboldt. Tot 1851 was hij als muziekcriticus in Berlijn voor het tijdschrift Echo und Modespiegel werkzaam.

### Weimar
Door bemiddeling van zijn oom leerde hij in 1852 Franz Liszt kennen, die hem in 1853 naar Weimar haalde. Daar hoorde hij samen met Hans von Bronsat, Hans von Bülow, Felix Draeseke, Joseph Joachim Raff, Carl Tausig en anderen tot de zogenoemde Lisztkring. De esthetiek van Liszt beïnvloedde Cornelius zeer en hij zette zich in bijdragen in het Neue Zeitschrift für Musik krachtig voor de Neudeutsche Schule in. Hector Berlioz, die hem ook in Weimar leerde kennen, waardeerde hem als componist en als vertaler (zo vertaalde Cornelius de Berlioz-opera Benvenuto Cellini). De kunstenaarsomgeving in Weimar vormde een inspiratiebron voor de muzikale creativiteit van Cornelius. Daar ontstonden veel liederen op eigen tekst, het grootste deel van zijn rooms-katholieke kerkmuziek en vooral zijn opera Der Barbier von Bagdad.

### Cornelius en Wagner

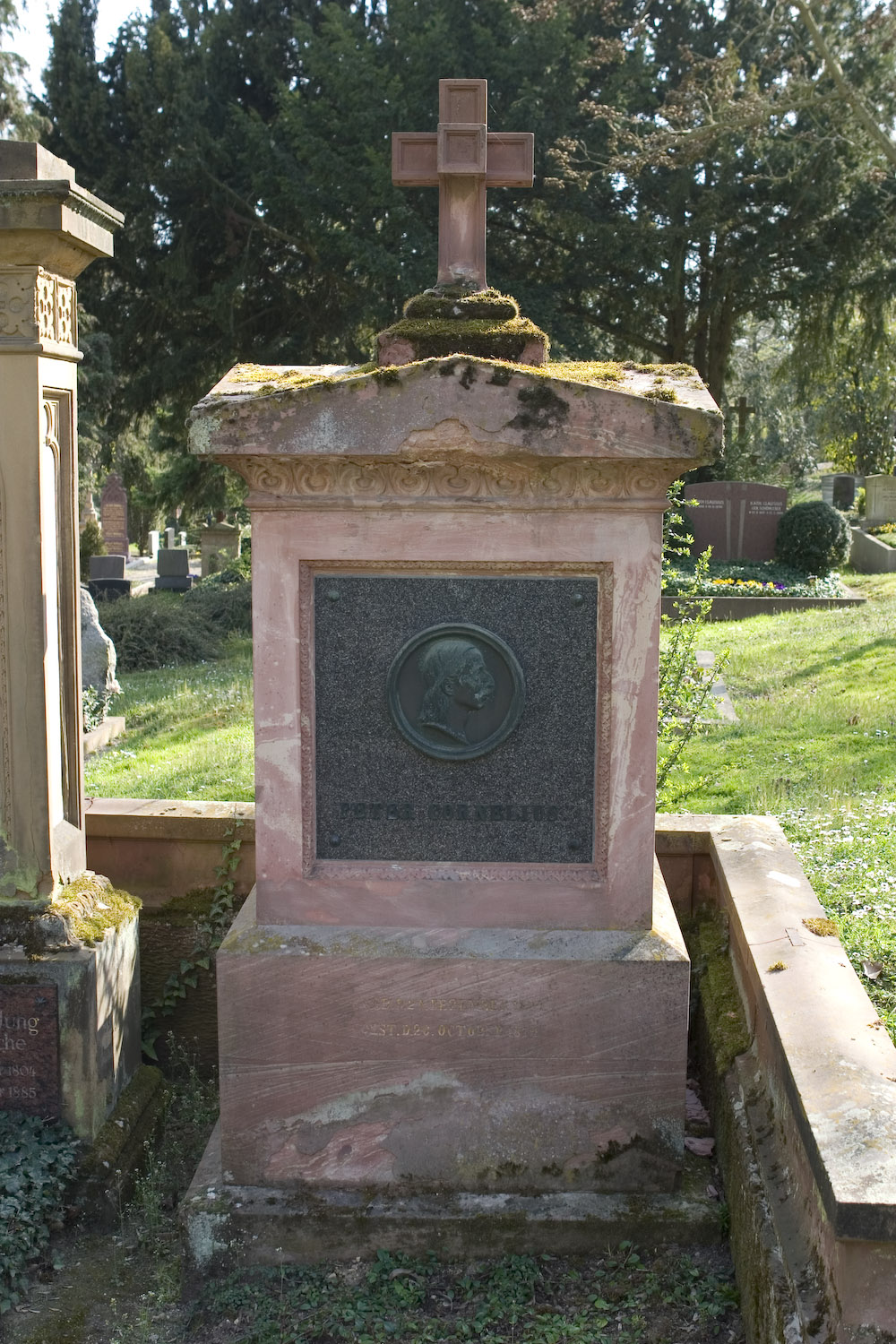
Het graf van de componist Peter Cornelius te Mainz

De première van de opera Der Barbier von Bagdad onder leiding van Franz Liszt vormde in 1858 de aanleiding tot een grote demonstratie van de aanhangers van de intendant Dingelstedt, die ruzie had met hofkapelmeester Liszt. Liszt nam daarop ontslag. Cornelius verliet Weimar en ging in 1859 naar Wenen, alwaar hij in 1861 lid werd van de Wagnerkring. In Wenen raakte hij ook bevriend met Johannes Brahms en de dichter Friedrich Hebbel. In 1865 kwam hij op uitnodiging van Richard Wagner naar München, waar hij eerst privé-repetitor van Wagner en vanaf 1867 professor aan de Koninklijke muziekschool werd. In 1872 nam hij deel aan de eerstesteenlegging van het gebouw van de Bayreuther Festspiele.

### De componist
Met zijn opera Der Barbier von Bagdad heeft hij muziekgeschiedenis gemaakt. Maar zijn oeuvre is omvangrijker, alhoewel niet al te groot. Vooral met de liederen en koorwerken heeft hij zich als componist geprofileerd, waarbij hij zijn dubbeltalent als musicus en dichter inzette.
In 1867 huwde hij met Bertha Jung in Mainz. Samen hadden zij een dochter en drie zonen. Cornelius overleed op bijna 50-jarige leeftijd aan de gevolgen van de toen nog ongeneeslijke ziekte diabetes. Hij is op de centrale begraafplaats te Mainz begraven. Het stedelijke conservatorium in Mainz draagt zijn naam: Peter-Cornelius-Konservatorium der Stadt Mainz

### Archief
Zijn zoon en biograaf Carl Maria Cornelius heeft de nalatenschap systematisch geanalyseerd en uitgebreid. In 1950 heeft de stad Mainz de gehele erfenis aangekocht en in het Peter-Cornelius-Archief binnen de stedelijke bibliotheek Mainz ondergebracht.

## Composities

### Werken voor orkest
- 1843 Entre Acte, voor orkest

### Missen en gewijde muziek
- 1848-1849 Stabat mater, voor solisten, gemengd koor en orkest
- 1852 Domine salvum fac regem
- 1852 Mis in d klein, voor twee solisten, gemengd koor en orgel
- 1854 Vater unser Lieder, liederen-cyclus
- 1856 rev.1870 Sechs Weihnachtslieder, liederen-cyclus, op. 8
- 1863 Requiem "Seele, vergiss sie nicht!"

### Muziektheater

#### Opera's
| Voltooid in | titel                                            | aktes   | première                             | libretto                                                 |
| ----------- | ------------------------------------------------ | ------- | ------------------------------------ | -------------------------------------------------------- |
| 1856-1858   | Der Barbier von Bagdad                           | 2 aktes | 15 december 1858, Weimar, Hoftheater | de componist naar Duizend-en-één-nacht                   |
| 1860-1862   | Der Cid                                          | 3 aktes | 21 mei 1865, Weimar, Hoftheater      | de componist naar Guillén de Castro en Victor Aymé Huber |
| 1869        | Gunlöd, bewerkt door Karl Hoffbauer en E. Lassen | 3 aktes | muziek is onvoltooid                 | de componist naar thema's uit de Edda                    |

### Werken voor koren
- 1871 Drei Chorgesänge, op. 11
- 1872 Drei Chorlieder, op. 18

### Vocale muziek
- 1856-1858 Brautlieder

### Kamermuziek
- 1840 Introductie, Andante en Polonaise, voor hobo en piano
- 1840 Sonate nr. 1, voor viool en piano
- 1842 Strijkkwartet nr. 1
- 1842 Strijkkwartet nr. 2
- 1844 Sonate nr. 2, voor viool en piano
- 1846 Sonate nr. 3, voor viool en piano